# Monete d'oro/Ci amiamo troppo
Monete d'oro/Ci amiamo troppo, pubblicato nel 1966, è un 45 giri della cantante italiana Iva Zanicchi.

## Tracce
Lato A
- Monete d'oro - (Luciano Beretta - Michele Francesio)

Lato B
- Ci amiamo troppo - (Pino Cassia - Phil Spector-Barry Greenwich)